# 鹿島恵子
鹿島 恵子（かしまけいこ、1948年5月16日 - ）は、新潟県新発田市出身のアルト歌手。東京藝術大学声楽科及び同大学院修了。血液型はA型。

## 略歴
新発田工芸併設中学校・高等学校（現新発田中央高等学校）卒業後、東京芸術大学声楽科に入学、同大学大学院修了。日伊声楽コンクール第1位を受賞した後、イタリア政府給費生として、ミラノ・ヴェルディ音楽院に留学する。そこでカゾーニ、カンポガリアーニに師事し、ティチネッリのもとでイタリア古典音楽も学ぶ。ミラノのテアトロ・アンジェリクムでデビューしたのを皮切りに、スカラ座やルツェルン音楽祭など、ヨーロッパ各地で音楽活動を行う。
1994年にイタリアから帰国し、フェリス女学院大学や活水女子大学で教鞭を執った。

## CD
- 「ヴェネツィアの光と影」（鹿島恵子、坂由理（チェンバロ）、櫻井茂（ヴィオラ・ダ・ガンバ））
- 「ヴェネツィアの光と影2」（鹿島恵子ほか）
- 「イタリア歌曲集」（鹿島恵子、カニーノ（ピアノ））